# Ciclón Michaung
Tormenta ciclónica severa Michaung (pronunciación en birmano: /mɪʔtɕʰaʊɰ̃/) fue un fuerte ciclón tropical que se formó en la Bahía de Bengala como la novena depresión y la sexta tormenta ciclónica con nombre de la temporada de ciclones de 2023 en el Océano Índico Norte. Michuang se originó como un área de baja presión en el Golfo de Tailandia que cruzó hacia la Bahía de Bengala y se convirtió en una profunda depresión el 2 de diciembre. Posteriormente se convirtió en una tormenta ciclónica y recibió el nombre de Michaung. El ciclón se movió gradualmente hacia el noroeste durante los días siguientes, hacia la costa oriental de la India. La tormenta alcanzaría su punto máximo con vientos sostenidos de 110 kilómetros por hora (68,4 mph) antes de tocar tierra cerca de Bapatla en Andhra Pradesh el 5 de diciembre. Michaung produciría fuertes lluvias en el noreste de Tamil Nadu, incluida la ciudad de Chennai, y en el sureste de Andhra Pradesh.

## Historia meteorológica
A finales de noviembre de 2023, una zona de baja presión cruzó hacia la Bahía de Bengala desde el Golfo de Tailandia . El 1 de diciembre, el Departamento Meteorológico de la India (IMD) dijo que la perturbación se había convertido en una depresión en el Mar de Andamán del Sur y que se esperaba que se moviera hacia el noroeste mientras se fortalece en la Bahía de Bengala.  El 2 de diciembre, el sistema se intensificó hasta convertirse en una profunda depresión ubicada a unos 440 kilómetros (273,4 mi) al este-sureste de Puducherry .  A partir de entonces, se intensificó hasta convertirse en una tormenta ciclónica y Myanmar le asignó el nombre de Michaung. 
El 4 de diciembre, el ciclón Michaung alcanzó su máxima intensidad a medida que se acercaba a la costa de Tamil Nadu con vientos de 110 kilómetros por hora (68,4 mph), equivalente a una tormenta tropical de alto nivel en la escala Saffir-Simpson .  Michaung avanzó casi directamente hacia el norte a lo largo de la costa. El 5 de diciembre, la tormenta tocó tierra entre Nellore y Machilipatnam en Andhra Pradesh, debilitándose a medida que avanzaba hacia el interior.  El 6 de diciembre, la tormenta se había debilitado hasta convertirse en una depresión sobre el centro de Andhra Pradesh. 

## Datos meteorológicos
Según los informes del IMD, las imágenes satelitales INSAT-3D del 5 de diciembre indicaron una masa de nubes con nubes rotas de bajas a medias y convección intensa que se extendía sobre el centro-oeste de la Bahía de Bengala y la región costera de Andhra Pradesh, abarcando desde la latitud 13,5°N hasta 17,5°N y longitud 80,0E a 82,5E. La temperatura mínima en la cima de las nubes se registró en −90 grados Celsius (−130,0 °F) . Las observaciones de la superficie costera desde varios lugares de la costa indicaron una velocidad máxima del viento de 69 millas por hora (111 km/h) y una presión mínima al nivel del mar de 98,8 kilopascales (29 plg Hg). Nungambakkam en Chennai registró la precipitación máxima de 530 mm (20,9 plg) en el período de tres días comprendido entre el 2 y el 4 de diciembre.

## Preparación
A medida que la tormenta se acercaba a la costa este de la India, el departamento meteorológico de la India emitió una alerta roja para la región. En Tamil Nadu, se desplegaron más de 500 efectivos de la Fuerza Nacional de Respuesta a Desastres (NDRF) y la Fuerza de Respuesta a Desastres de Tamil Nadu (TNDRF).   Se establecieron 121 centros polivalentes y 4.967 centros de socorro en los ocho distritos costeros de Tamil Nadu para ayudar tras el ciclón.  En Andhra Pradesh, se establecieron 181 campamentos de ayuda en los ocho distritos, y la Fuerza Nacional de Respuesta a Desastres (NDRF) y la Fuerza Estatal de Respuesta a Desastres de AP (APSDRF) desplegaron cinco equipos cada una para ayudar en las áreas afectadas.   Los distritos del sur de Odisha también recibirían fuertes lluvias debido al ciclón, y se desplegó la Fuerza de Acción Rápida ante Desastres de Odisha para ayudar a las autoridades locales. 

## Impacto
Fuertes lluvias y fuertes vientos azotaron las zonas costeras.  Las lluvias persistentes provocaron inundaciones y inundaciones generalizadas en Chennai, capital de Tamil Nadu.  Los ríos, incluido el Cooum, y los principales lagos se desbordaron en Chennai, provocando más anegamientos en las zonas bajas a lo largo de las orillas.  Al menos 17 personas murieron y más de 41.000 fueron evacuadas y reubicadas temporalmente, incluidas 32.158 en Tamil Nadu y 9.500 en Andhra Pradesh.   El gobierno cortó el suministro eléctrico en las zonas inundadas de Chennai como medida preventiva para evitar la electrocución. 
El Aeropuerto Internacional de Chennai cerró sus operaciones el 4 de diciembre debido a inundaciones en la plataforma y las pistas, por lo que los vuelos fueron desviados o cancelados y las operaciones se reanudaron al día siguiente.  Las escuelas y oficinas estuvieron cerradas debido a las fuertes lluvias e inundaciones.  Southern Railways y East Coast Railways redirigieron y cancelaron varios trenes.  Varias empresas e industrias en Chennai se vieron afectadas negativamente cuando se suspendieron las operaciones debido a cortes de energía, inundaciones y daños a los equipos.  En Andhra Pradesh, se informaron daños y pérdidas en las cosechas debido a la inundación de los campos.  También hubo escasez de productos básicos, incluida la leche, que se vio exacerbada por las compras de pánico. 

## Los esfuerzos de ayuda
El aire de la Fuerza Aérea India arrojó más de 2300 kilogramos (5070,6 lb) de paquetes de alimentos y suministros de socorro en las zonas afectadas de Chennai, mientras que la Armada de la India, en colaboración con el Ejército de la India y la Fuerza Nacional de Respuesta a Desastres, recibió la tarea de rescatar a las personas y proporcionar suministros utilizando botes inflables .    Greater Chennai Corporation presionó a más trabajadores para recuperarse de las inundaciones y ayudar a las personas varadas, al tiempo que citó la escasez de personal por los retrasos en la limpieza de árboles caídos y basura.   Los voluntarios participaron en la distribución de paquetes de alimentos, leche, botellas de agua y rescataron a personas varadas a través de botes en las áreas inundadas. 
Se enviaron materiales de socorro desde varios distritos de Tamil Nadu a las zonas afectadas.   Varias ONG, grupos religiosos y de voluntarios ayudaron en las labores de socorro.  El 9 de diciembre, el Ministro Principal de Tamil Nadu, MKStalin, anunció un alivio de ₹ 5 lakh  para las familias de quienes perdieron la vida, ₹ 37 500  para las personas que perdieron ganado, ₹ 17 000  por hectárea. para los cultivadores de arroz que perdieron la cosecha y ₹rupias  para quienes perdieron sus hogares. Se anunció la distribución de un paquete de ayuda por valor de ₹rupias  a través de los puntos de venta del Sistema de distribución pública (PDS) para quienes se vieron afectados por el ciclón.   Muchos partidos políticos, incluidos AIADMK, DMK y BJP, llevaron a cabo campañas de ayuda y programas de distribución.   
Stalin donó un mes de salario al fondo estatal de ayuda en casos de desastre y pidió a otros que donaran.  TVS Motors y Ashok Leyland contribuyeron ₹rupias  cada uno para aliviar las inundaciones.   Los actores Surya y Karthi donaron ₹ 10 lakh  cada uno al fondo de ayuda. 
Como muchos vehículos personales y de transporte resultaron dañados durante las inundaciones, las empresas automotrices anunciaron diversas medidas de ayuda. Maruti Suzuki ayudó a movilizar grúas y proporcionó asistencia en carretera; Hyundai anunció un paquete de ayuda de ₹rupias  para aliviar las inundaciones; Tata Motors anunció una extensión de la garantía, contratos de mantenimiento y brindó asistencia vial de emergencia; Mahindra anunció asistencia en carretera gratuita, inspecciones sin coste y descuentos financieros; Toyota instaló una línea de ayuda de emergencia especial y designó personal para asistencia inmediata.  Empresas como Tata Group también ayudaron en las labores de ayuda. 

## Respuesta

### Nacional
El 4 de diciembre, el ministro del Interior, Amit Shah, habló con los ministros principales de Tamil Nadu y Andhra Pradesh, asegurándoles toda la ayuda necesaria y afirmando que se presionará a la NDRF y a las fuerzas armadas para que entren en acción.  El miembro del Parlamento Kanimozhi declaró el 5 de diciembre que el gobierno de Tamil Nadu había tomado medidas proactivas para abordar el impacto del ciclón con el establecimiento de más de 400 refugios para la población afectada, el bombeo de agua estancada y el restablecimiento del suministro eléctrico.  El 6 de diciembre, el primer ministro Narendra Modi expresó sus condolencias a las familias de quienes perdieron a sus seres queridos y oró por los heridos o afectados.  También afirmó que las autoridades han estado trabajando incansablemente para ayudar a los afectados y seguirán trabajando para lograr la normalización.  Los parlamentarios de la oposición pidieron al gobierno central que brinde toda su asistencia a Tamil Nadu para gestionar las repercusiones del ciclón.  Exigieron que el desastre sea declarado calamidad nacional. 
El 6 de diciembre, el ministro principal de Tamil Nadu, MKStalin, escribió al primer ministro solicitando ₹rupias  para ayuda provisional contra inundaciones con cargo al fondo de respuesta a desastres.  El ministro de Defensa, Rajnath Singh, realizó un reconocimiento aéreo de las zonas afectadas en Tamil Nadu el 7 de diciembre y se reunió con el primer ministro Stalin.  El 7 de diciembre, el gobierno central emitió un segundo pago de ₹rupias  al fondo de ayuda en casos de desastre de Tamil Nadu y ₹ 493,50 millones de rupias  al fondo de ayuda para desastres de Andhra Pradesh, habiendo ya liberado la misma cantidad anteriormente.   Amit Shah anunció que el Primer Ministro ya aprobó el primer proyecto de mitigación de inundaciones urbanas por valor de ₹rupias  para actividades de gestión de inundaciones urbanas en Chennai en el marco del Fondo Nacional de Mitigación de Desastres (NDMF, por sus siglas en inglés) con una asistencia central de ₹rupias. 
El 8 de diciembre, representantes de varias micro, pequeñas y medianas empresas pidieron tiempo para pagar los préstamos y los cargos de electricidad debido a las pérdidas y daños relacionados con las inundaciones.  El 9 de diciembre, el ministro de estado de la Unión, Rajeev Chandrasekhar, visitó Chennai para evaluar los daños y coordinar con el gobierno estatal para obtener más ayuda 

### Internacional
El jugador de críquet australiano David Warner compartió su preocupación por los afectados por las inundaciones y recomendó seguridad. 

## Críticas
Personas de varias localidades de Chennai expresaron su decepción por el estancamiento del agua, los cortes de energía y la falta de apoyo de las autoridades. Sin embargo, el Gobierno hizo enormes esfuerzos para restablecer la situación, mientras que los partidos y el pueblo de la oposición están haciendo esfuerzos para confundir al Gobierno.
Se reconoce que, a diferencia de las inundaciones de 2015, que fueron causadas por errores cometidos por el hombre por el gobierno anterior del difunto Jayalalitha, el ciclón de 2023 es peculiar e incontrolable. Se criticó ampliamente que, en lugar de implementar medidas de ayuda y restauración, los representantes electos de AIADMK estuvieran pegando pegatinas de ADMK en los materiales de ayuda traídos por los Voluntarios.